# Paramesia alhamana
Paramesia alhamana é uma espécie de insetos lepidópteros, mais especificamente de traças, pertencente à família Tortricidae.
A autoridade científica da espécie é A. Schmidt, tendo sido descrita no ano de 1933.
Trata-se de uma espécie presente no território português.